# Staufferpot

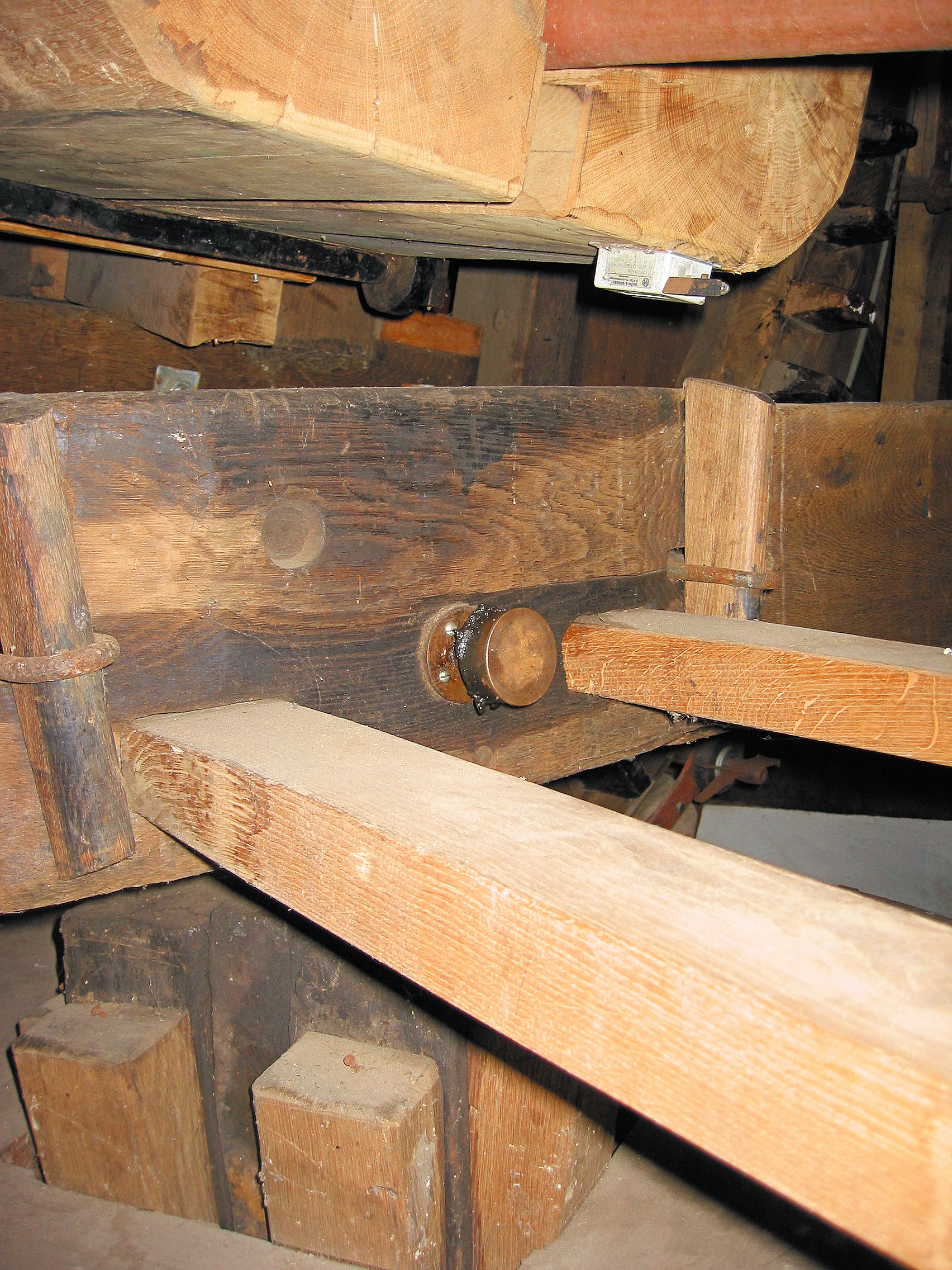
Staufferpot voor de smering van de tap van de koningsspil van De Nieuwe Molen.

Een staufferpot is een systeem voor het smeren van lagers, die weinig smering vragen. Het bestaat uit een stalen of messing pot met aan de bovenzijde schroefdraad waarop een met schroefdraad voorzien deksel zit. Aan de onderkant zit een buis, waarvan het uiteinde bij het lager uitkomt. De pot is gevuld met smeervet. Door het deksel aan te draaien wordt er vet in het lager geperst.

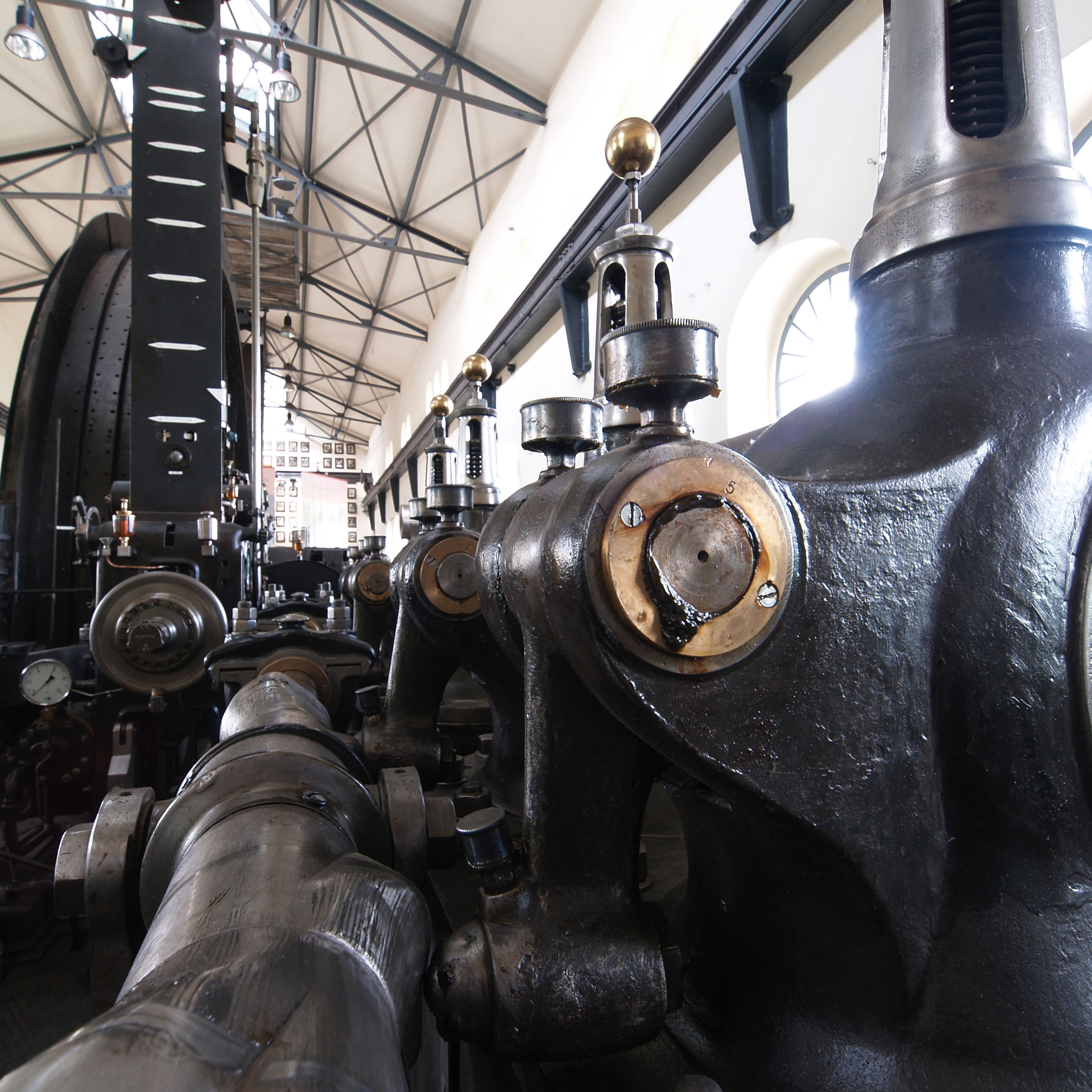
Staufferpotten op een machine voor de aandrijving van de liften in een mijn bij Bochum.